# Rallina rubra
La polluela castaña (Rallicula rubra  sin.  Rallina rubra) es una especie de ave gruiforme perteneciente a la familia Rallidae. Se encuentra en Indonesia y Papúa Nueva Guinea.  Su hábitat natural es los bosques húmedos de montaña tropicales.